# Dekanat miadzielski (eparchia mołodeczańska)
Dekanat miadzielski – jeden z dwunastu dekanatów wchodzących w skład eparchii mołodeczańskiej Egzarchatu Białoruskiego Patriarchatu Moskiewskiego.

## Parafie w dekanacie
- Parafia Świętej Trójcy w Kniahininie
  - Cerkiew Świętej Trójcy w Kniahininie
  - Kaplica w Kniahininie
- Parafia Świętej Trójcy w Krzywiczach
  - Cerkiew Świętej Trójcy w Krzywiczach
- Parafia Świętej Trójcy w Miadziole
  - Cerkiew Świętej Trójcy w Miadziole
- Parafia św. Proroka Eliasza w Naroczy
  - Cerkiew św. Proroka Eliasza w Naroczy
- Parafia Świętej Trójcy w Niekasiecku
  - Cerkiew Świętej Trójcy w Niekasiecku
- Parafia św. Aleksandra Newskiego w Słobodzie
  - Cerkiew św. Aleksandra Newskiego w Słobodzie
- Parafia św. Mikołaja Cudotwórcy w Starych Habach
  - Cerkiew św. Mikołaja Cudotwórcy w Starych Habach
- Parafia Przemienienia Pańskiego w Zanaroczu
  - Cerkiew Przemienienia Pańskiego w Zanaroczu

## Galeria

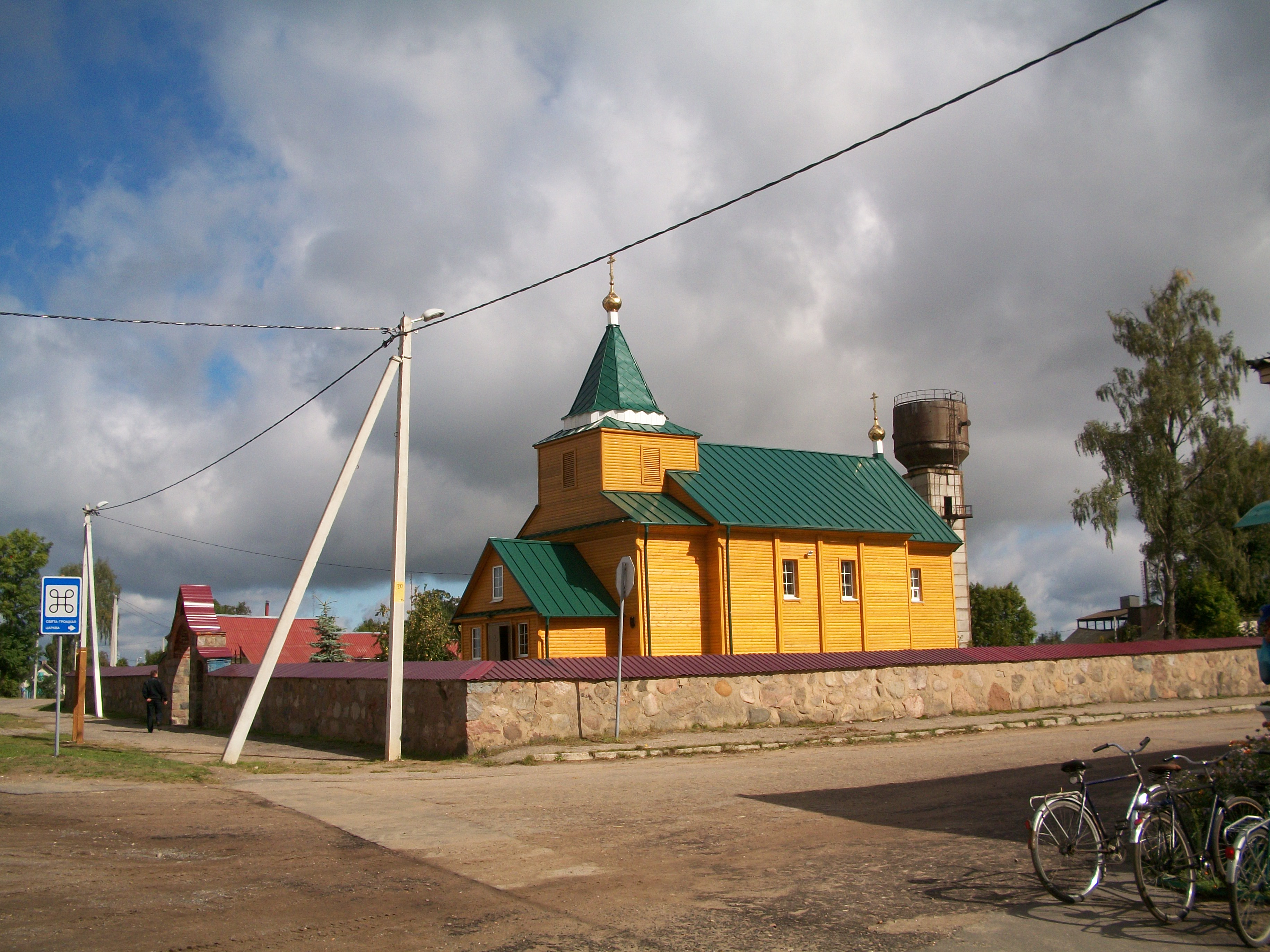
Cerkiew Świętej Trójcy w Kniahininie
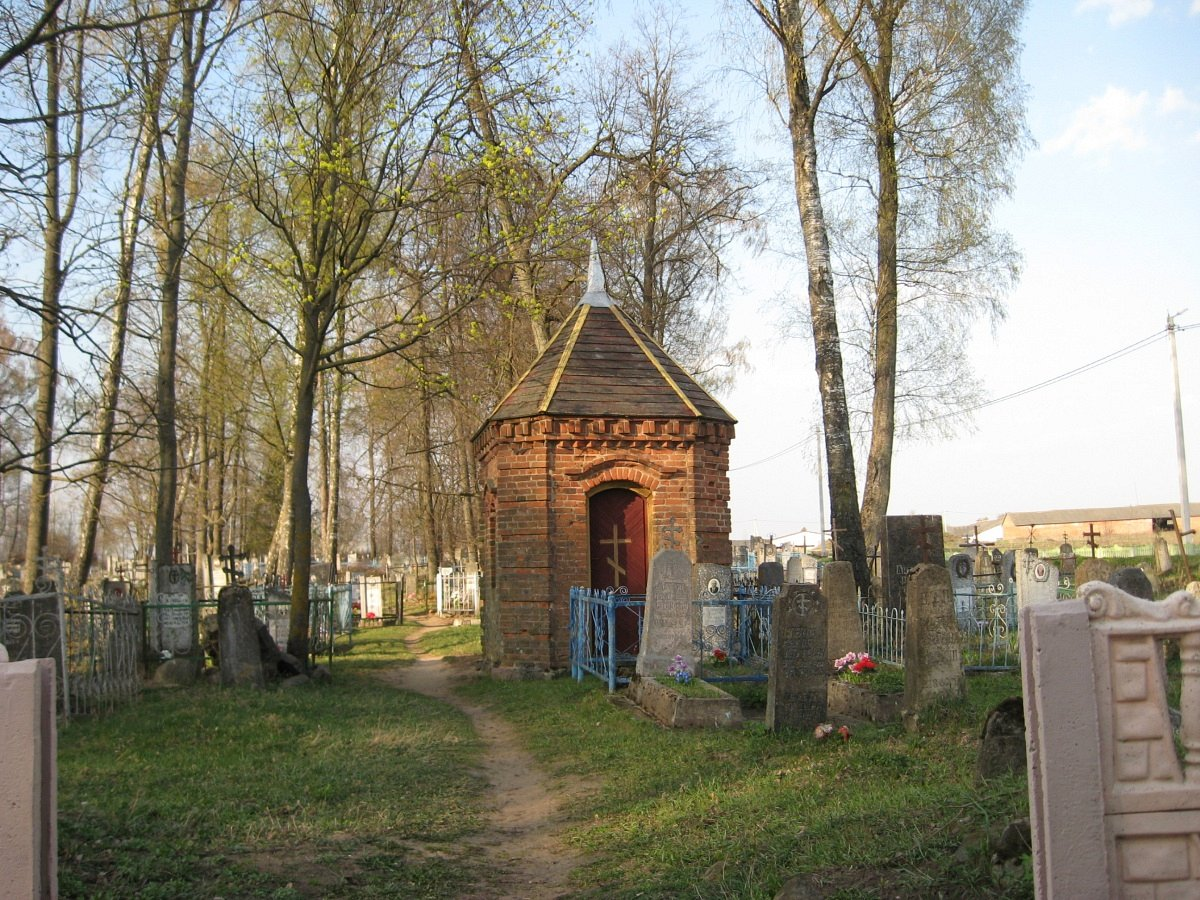
Kaplica w Kniahininie
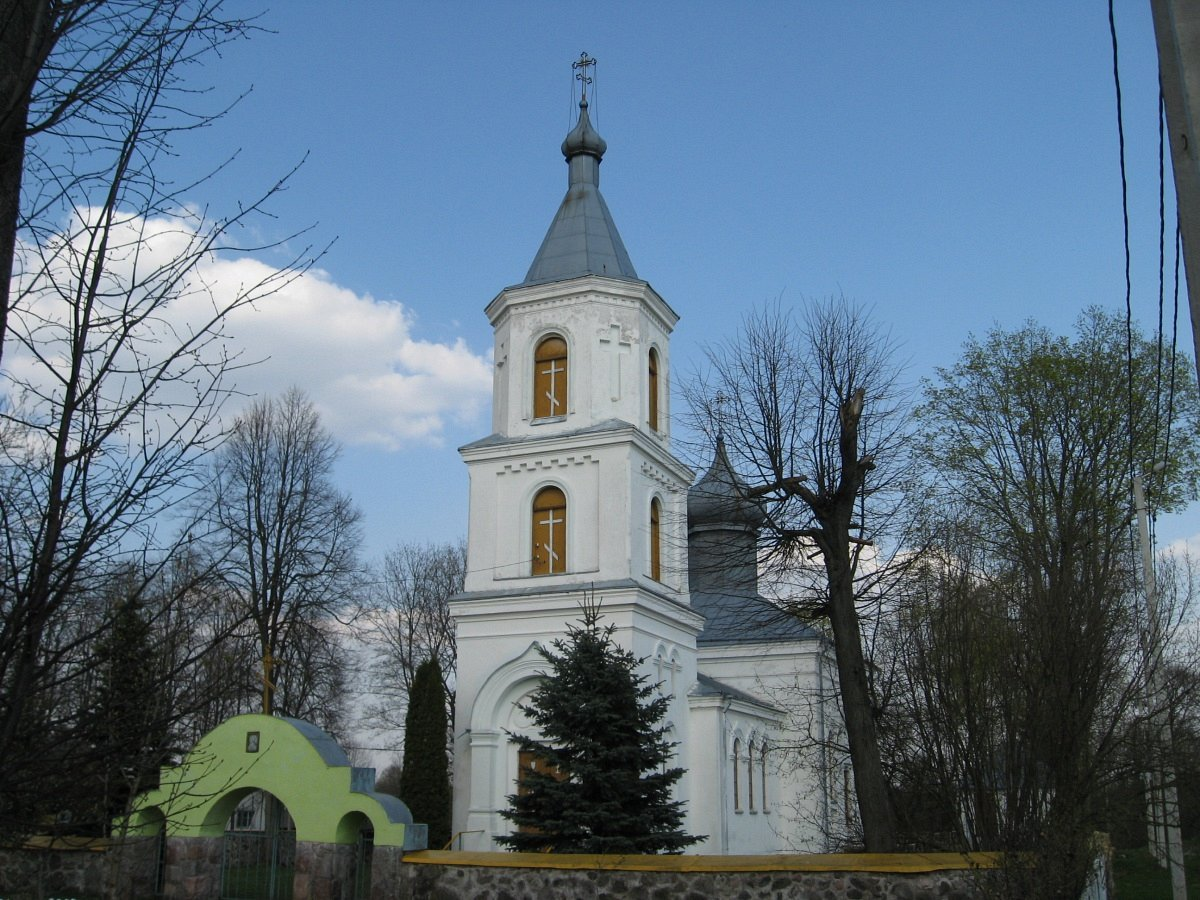
Cerkiew Świętej Trójcy w Krzywiczach
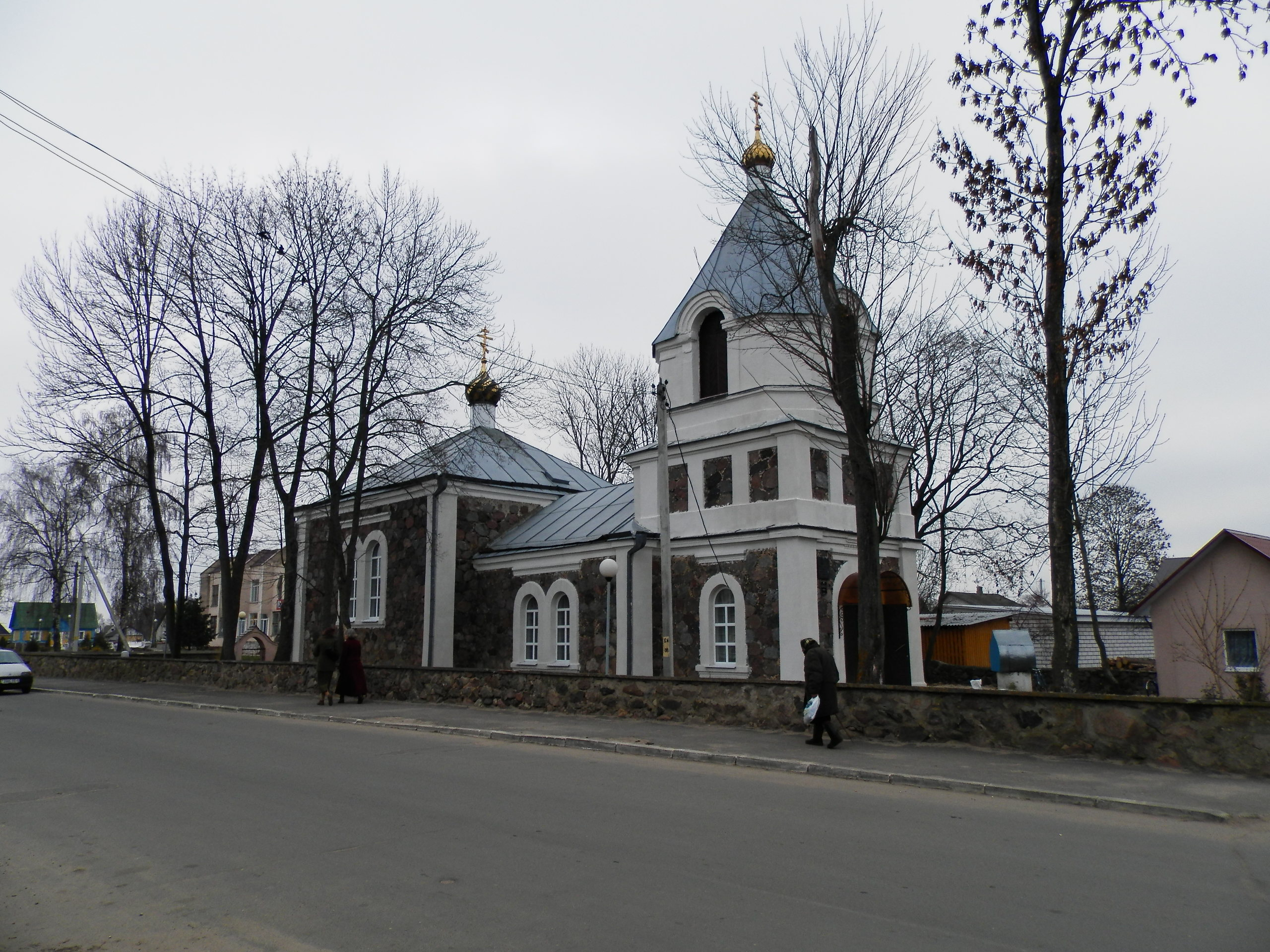
Cerkiew św. Proroka Eliasza w Naroczy
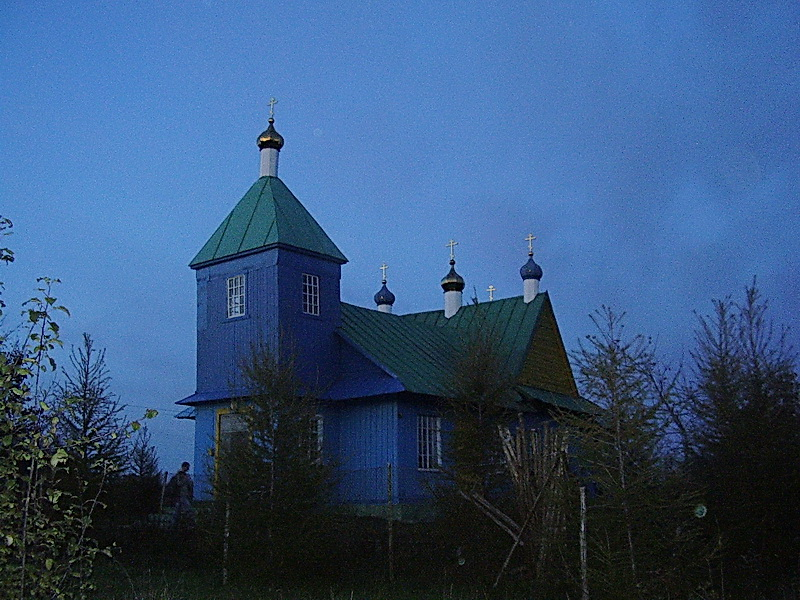
Cerkiew Świętej Trójcy w Niekasiecku
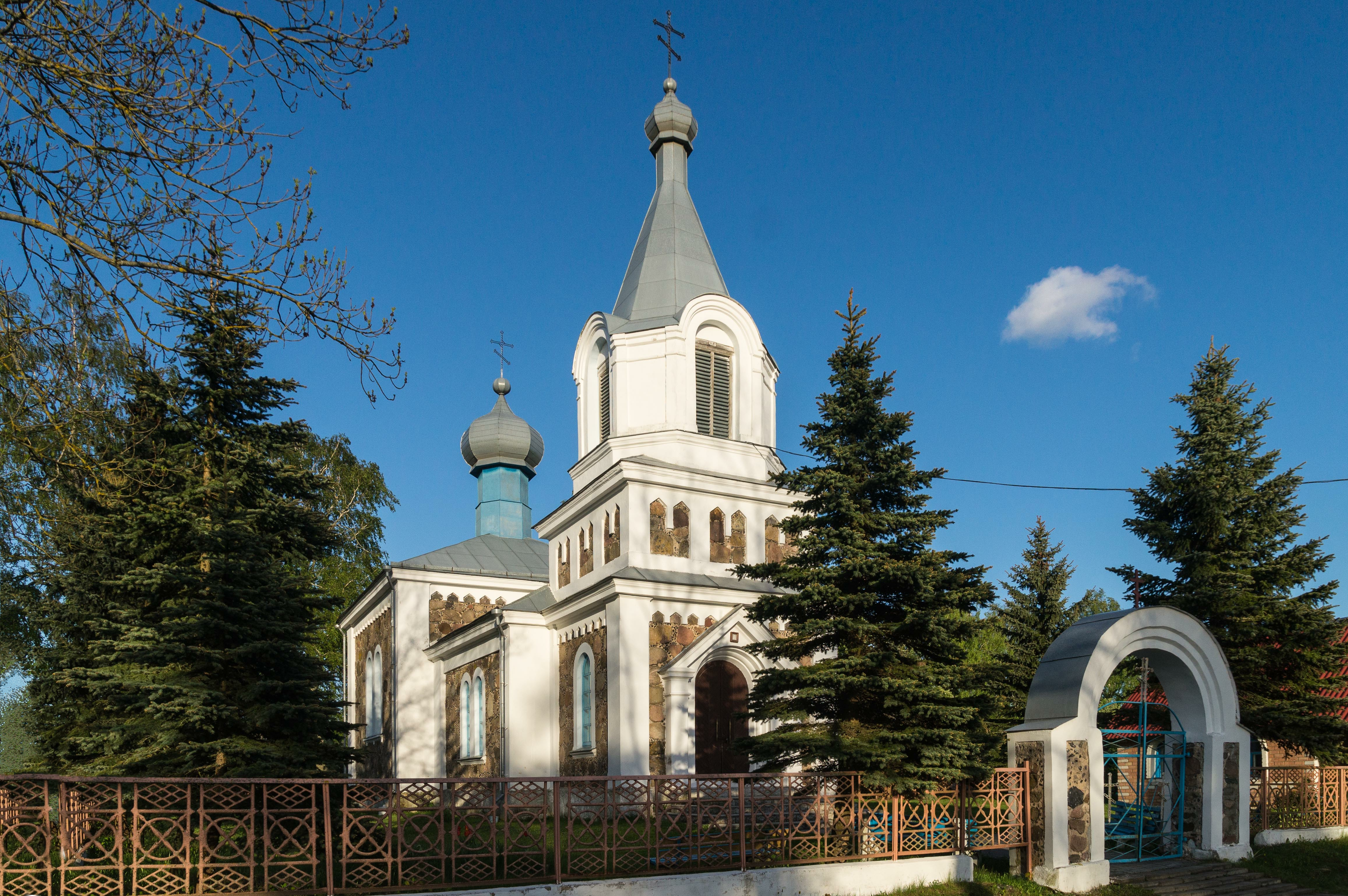
Cerkiew św. Aleksandra Newskiego w Słobodzie
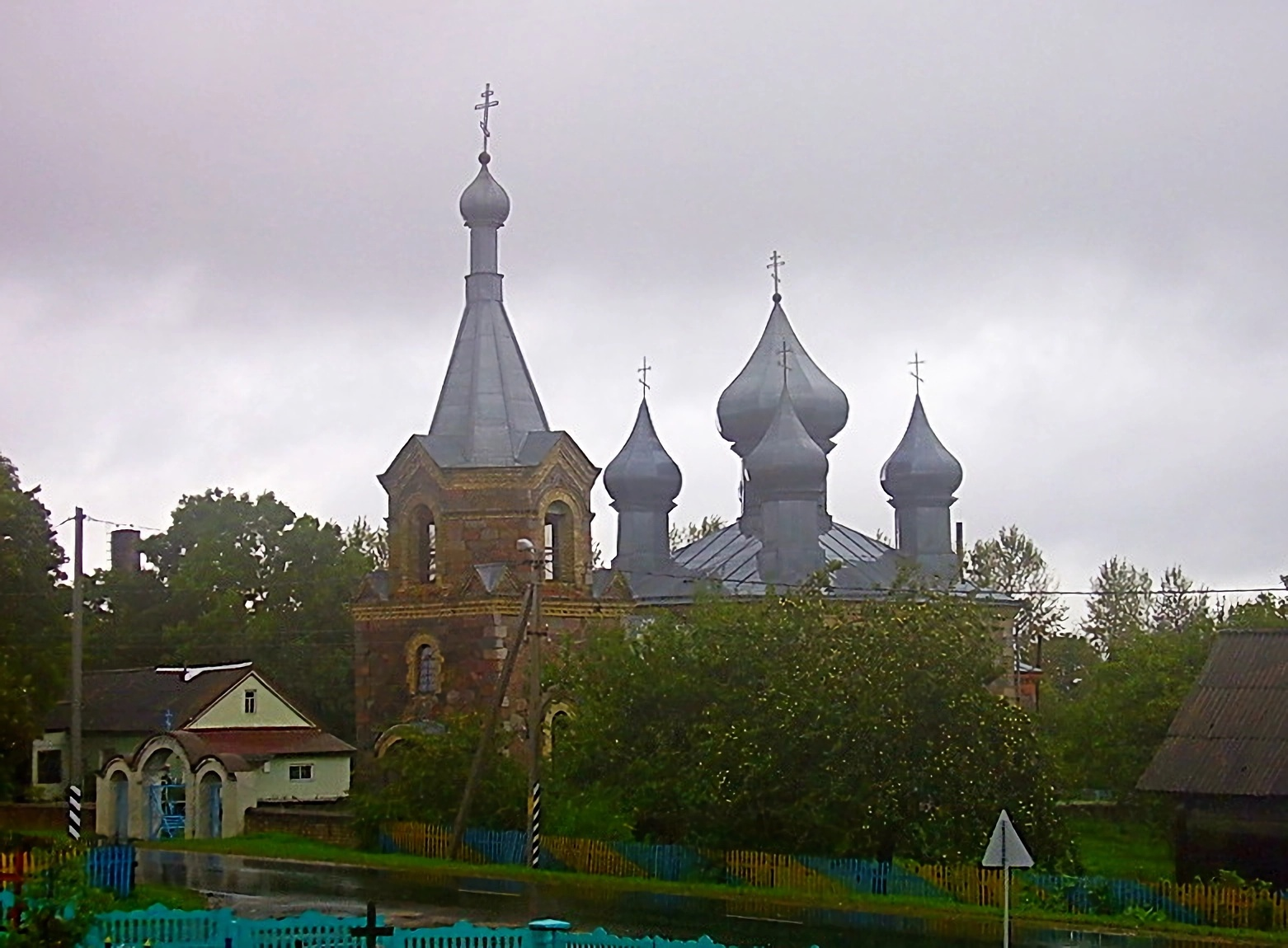
Cerkiew św. Mikołaja Cudotwórcy w Starych Habach
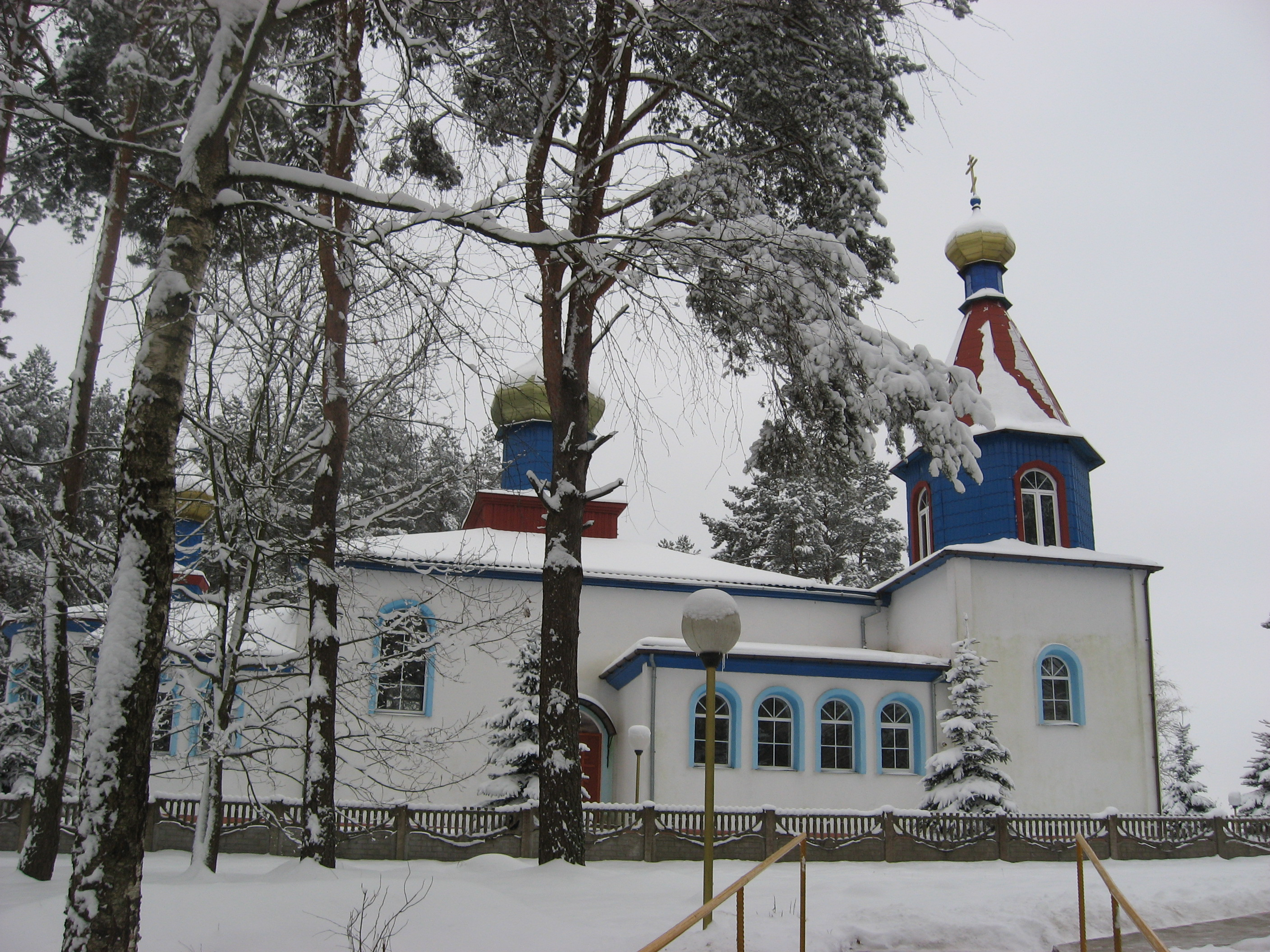
Cerkiew Przemienienia Pańskiego w Zanaroczu